# باول دبليو. كرونين
باول دبليو. كرونين هو سياسي أمريكي، ولد في 14 مارس 1938 في بوسطن في الولايات المتحدة، وتوفي بنفس المكان في 5 أبريل 1997. نشط حزبياً في الحزب الجمهوري. وقد انتخب عضو مجلس النواب الأمريكي ‏ عن دائرة Massachusetts's 5th congressional district ‏ وقد انضم خلال فترته النيابية ‏ (3 يناير 1973 – 3 يناير 1975) للكتلة البرلمانية الحزب الجمهوري وانتخب عضو مجلس النواب الأمريكي ‏.